# Pozo Modesta

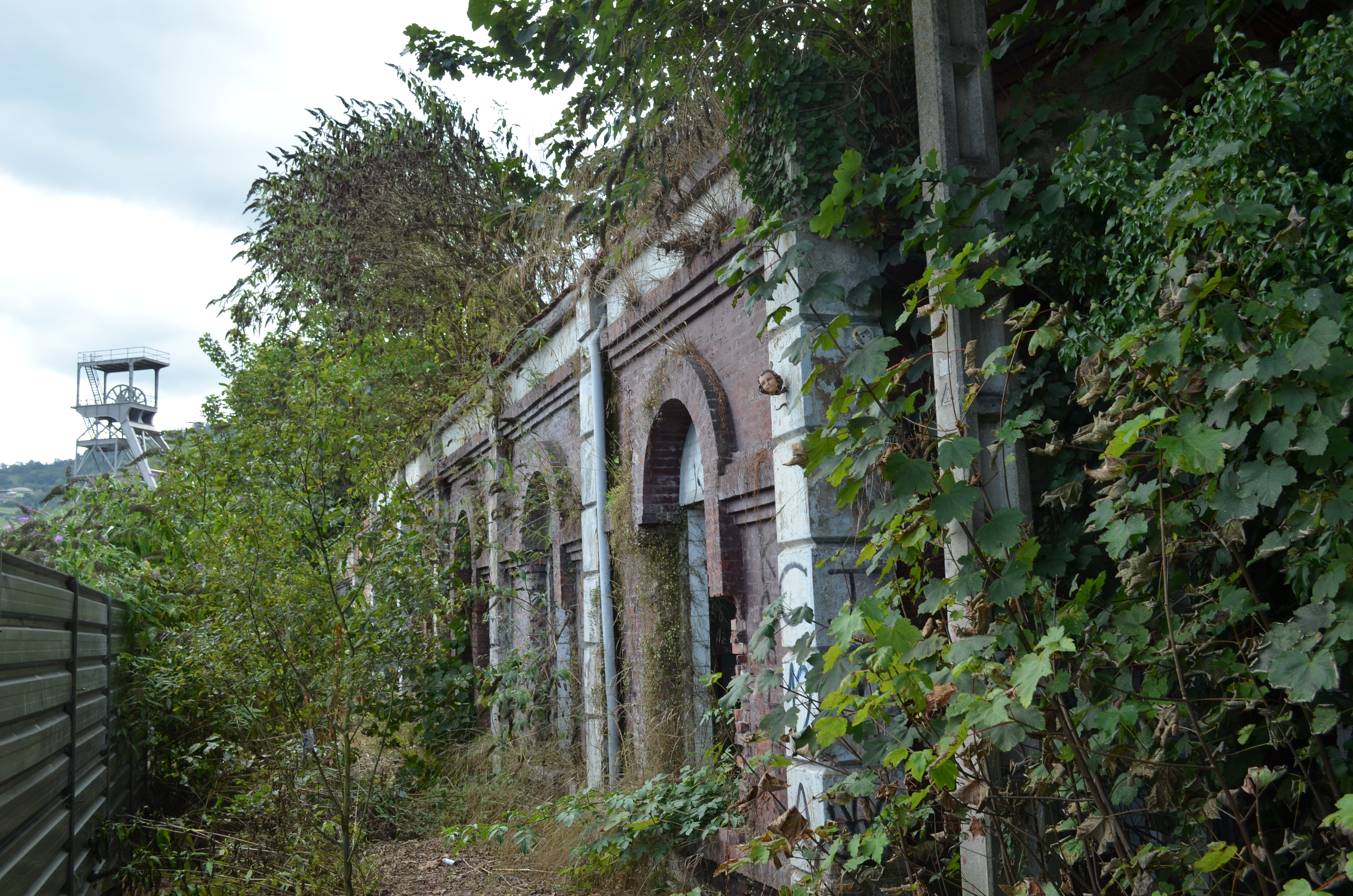
Restos del pozo con el castillete al fondo

El Pozo Modesta fue una antigua explotación minera subterránea y un lavadero de hulla situados en Sama, en el concejo asturiano de Langreo (España), del que apenas quedan restos.

## Historia
A comienzos del siglo XX la empresa Duro Felguera inicia la explotación del grupo de Modesta, que está unido mediante un túnel con el Pozo Fondón. En 1961 construye el pozo vertical y en 1967 pasa a integrar la empresa Hunosa. Tras el cierre del pozo el carbón del plano Modesta se extrajo por el Pozo María Luisa hasta que un incidente en 2007 con la cinta transportadora provocó un incendio y nube tóxica por lo que fue necesario aplicar un protocolo de alerta que llevó a evacuar a cientos de vecinos y prohibir la salida a los patios en los colegios de la zona. Además acarrearía el cierre del lavadero, y su desmantelamiento, en funcionamiento desde los años 50. El lavado de concentró entonces en El Batán (Mieres).

## Patrimonio
Tras los derribos del lavadero y la mayor parte del pozo, sólo se conserva el castillete, incluido en el inventario cultural del Principado de Asturias, recientemente restaurado. Así mismo se conserva una hilera de edificios inspirados en la arquitectura industrial inglesa con el empleo del ladrillo visto de color rojo, como era habitual en los edificios de la empresa Duro Felguera. Uno de ellos conserva un llamativo reloj en su fachada. Estos edificios se encuentran en ruina. Oficinas, casa de máquinas, cargaderos e instalaciones del lavadero de hormigón fueron derribados. En su lugar hay un pequeño parque y se pretende levantar un polígono industrial, ya parcelado pero abandonado. 